# Cribrodyschirius jeanneli
Cribrodyschirius jeanneli – gatunek chrząszcza z rodziny biegaczowatych i podrodziny Scaritinae.
Gatunek ten został opisany w 1948 roku przez Pierre'a Basilewskiego. W obrębie rodzaju Cribrodyschirius należy do grupy gatunków C. puncticollis i podgrupy gatunków C. jeanneli-subgroup.
Chrząszcz ten ma żeberko między czołem a nadustkiem krótsze niż u C. drumonti do prawie niewidocznego. Boki przedplecza regularnie zaokrąglone, kanalik wzdłuż ich krawędzi wyraźnie i gęsto punktowany. Pokrywy bez połysku metalicznego, nie ciemniejsze od przedplecza. Międzyrzędy pokryw wyraźnie wyniesione, ale spłaszczone ku wierzchołkowi. Rzędy pokryw z dość grubym, nieco słabnącym ku wierzchołkowi punktowaniem. Rzędy wierzchołkowe raczej płytkie i grubo punktowane.
Gatunek afrotropikalny, znany z Angoli, Burkiny Faso, Republiki Środkowoafrykańskiej, Wybrzeża Kości Słoniowej, Konga, Demokratycznej Republiki Konga, Czadu, Etiopii, Ghany, Gwinei, Gwinei Bissau, Mozambiku, Nigerii, Senegalu, Sierra Leone, Tanzanii, Togo i Zambii.